# 陳鈺安
陳鈺安（2000年5月26日—）為臺灣男子籃球運動員，場上位置為小前锋，現效力於P. LEAGUE+高雄鋼鐵人。
陳鈺安畢業於金華國中、泰山高中、臺北市立大學，高中曾因為右腳受傷、球隊陣容關係而自認沒有上場空間一度想放棄籃球，後在教練鼓勵下在高三擠進球隊先發名單，2021年曾隨T1聯盟新北中信特攻練球四個月，2022年7月在T1聯盟新人選秀會第二輪獲得新北中信特攻青睞。同年8月與新北中信特攻完成簽約。2024年9月P. LEAGUE+高雄17直播鋼鐵人宣布與陳鈺安簽約。

## 外部連結
- 陳鈺安在P. LEAGUE+官網
- 陳鈺安在Eurobasket.com（球員）（英语）
- 陳鈺安在Flashscore（英语）